# CFSE
Siglas, de su nombre en inglés (Carboxyfluorescein succinimidyl ester), del compuesto fluorescente éster de succinimidil-carboxifluoresceína. Esta molécula se utiliza para la tinción de células y también resulta útil para la medida de proliferación celular. Es una molécula que atraviesa con facilidad las membranas celulares, formando en el interior celular complejos covalentes con grupos amino de las proteínas u otras moléculas. Una vez establecidos estos complejos, la fluorescencia en la célula se mantiene por largos periodos de tiempo. Esta característica es utilizada para determinar de forma cuantitativa la proliferación celular. Así, tras cada división celular, la fluorescencia de las células hijas es aproximadamente la mitad de la que poseía la célula parental.
El compuesto se vende de forma comercial como CFDA-SE (Carboxyfluorescein diacetate succinimidyl ester), por tener una mayor capacidad de penetrar las membranas celulares debido a la presencia de los dos grupos acetato. Además, no es fluorescente hasta que las esterasas intracelulares retiran los grupos acetato dando como resultado a la molécula CFSE.
Existe un gran número de artículos científicos donde se describe su utilización para muy diversas aplicaciones. Para aquellos lectores interesados en la utilización de esta metodología, pueden consultar una descripción muy detallada (y también cuenta con una demostración visual) en la publicación preparada por los investigadores australianos Benjamin J. C. Quah y Christopher R. Parish.